# Kjell Christoffer Barnekow
För andra betydelser, se Kjell Christoffer Barnekow (olika betydelser).
Kjell Christoffer Barnekow, född 13 december 1663 på Vittskövle slott, död 19 december 1700 i Kalmar, var en svensk militär.

## Biografi
Barnekow blev hovjunkare 1680, studerade i Frankrike och England, blev ryttmästare vid Pommerska kavalleriregementet 1687 och överste för ett kavalleriregemente i engelsk sold 1694. Vid stora nordiska krigets utbrott 1700 kallades han hem och utnämndes till överste för Skånska ståndsdragonerna, som han åtog sig att på egen bekostnad uppsätta, men blev under mönstringsbestyren i Kalmar "av en hitsig feber angrepen" och avled där den 19 december 1700. Han var herre till Ralsvik, Streu, Teshenhagen, Bülitz, Gamla Kjöge samt Vittskövle, Örtofta, Rosendal och Ugerup.
Kjell Christoffer Barnekow var son till Christian Barnekow (1626–1666), vice president i Göta hovrätt, och hans andra hustru Birgitte Skeel (1638–1699). Han gifte sig 26 januari 1691 i Malmö med Margareta von Ascheberg (1671–1753), dotter till fältmarskalken och generalguvernören greve Rutger von Ascheberg.
Barn: Christian (1694–1762, friherre, generallöjtnant och landshövding), Rutger (1695–1772 överste), Magdalena Eleonora (1696–1755, gift med friherren, generalmajoren och landshövdingen Wilhelm Bennet), Otto Magnus (1698–1699) och Brita (1700–1771, gift med generalguvernören greve Johan August Meijerfeldt).